# 马路镇 (安化县)
马路镇，是中华人民共和国湖南省益阳市安化县下辖的一个乡镇级行政单位。

## 行政区划
马路镇下辖以下地区：
马路社区、洞山村、马隍村、黄婆村、严家庄村、小溪村、四房村、潺溪口村、潺坪村、云台山村、岳溪村、澄坪村、马路溪村、青云村、黄金村、大旺村、天鹅村、马辔市村、龙栖村、管坪和睦村、三门村、马路村、八角村、苍场村、折尔村、苦山村、江溪村、友谊村、渣洋村、六步村、网溪村、蒋坪村、七仙洞村、碧丹村、湖南坡村和谢家溪村。

## 中国传统村落
2012年，马路溪村被评为首批“中国传统村落”。